# Grund, Luxemburg

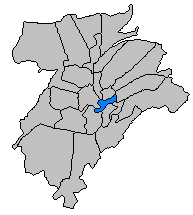
Stadsdelar i staden Luxemburg med Grund markerat.

Grund (luxemburgiska: Gronn) är en stadsdel i staden Luxemburg i kantonen Luxemburg i landet Luxemburg. 
Grund ligger i Alzettes dalgång nedanför den centrala staden Uewerstad. Den hade 2019 957 invånare. 
År 1987 byggde staden en hiss för allmänheten, som förbinder Grund med Uewerstad.

## Historik
Mot slutet av medeltiden bosatte sig sådana hantverkare som behövde nära tillgång till vatten i Alzettes dalgång. Greve Konrad grundade Altmünster kloster där 1083. Då fanns det redan två kyrkor i närheten av klippan Bock: Sankt Ulrik samt Sankt Matteus längre norrut vid den romerska bron i Pfaffenthal.
När Altmünsterklostret förstördes 1543, flyttade benediktinermunkarna till Hospice Saint Jean, där de grundade Neimënsterklostret. Detta eldhärjaes 1684, men återuppbyggdes och finns kvar idag som Neimënster kulturcentrum.

## Bilder

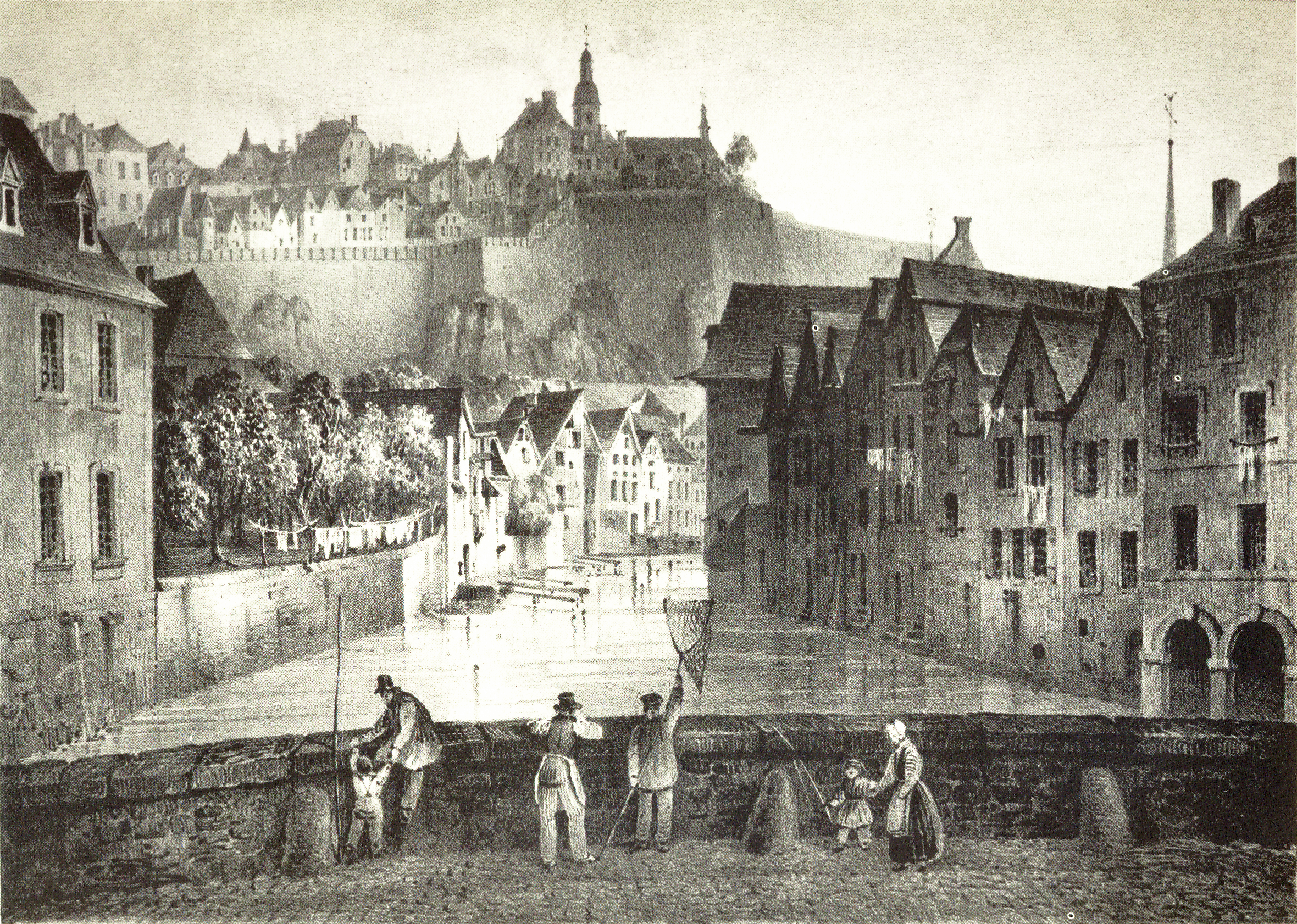
Grundbron 1834.
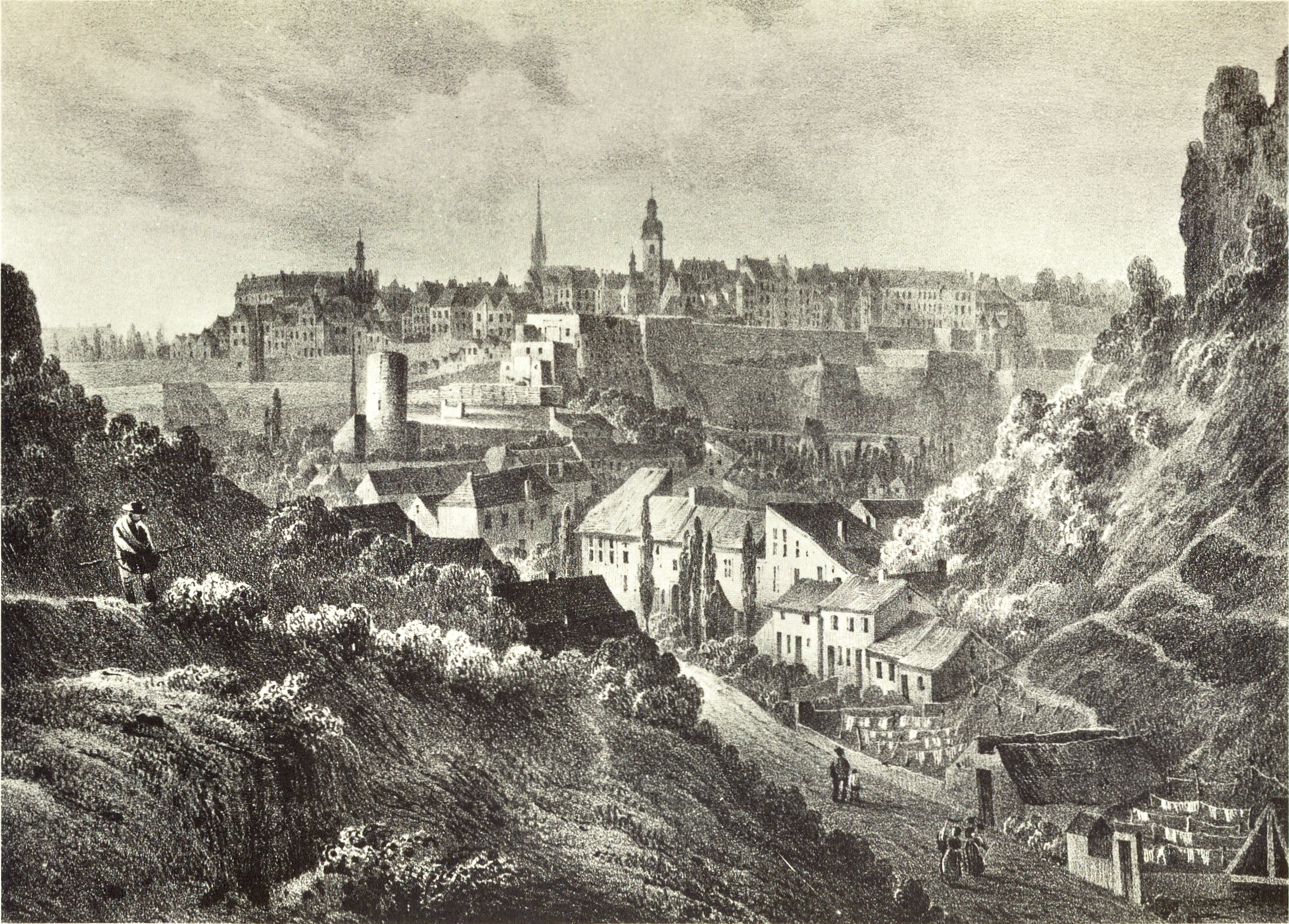
Grund med Uewerstad i bakgrunden, 1834.
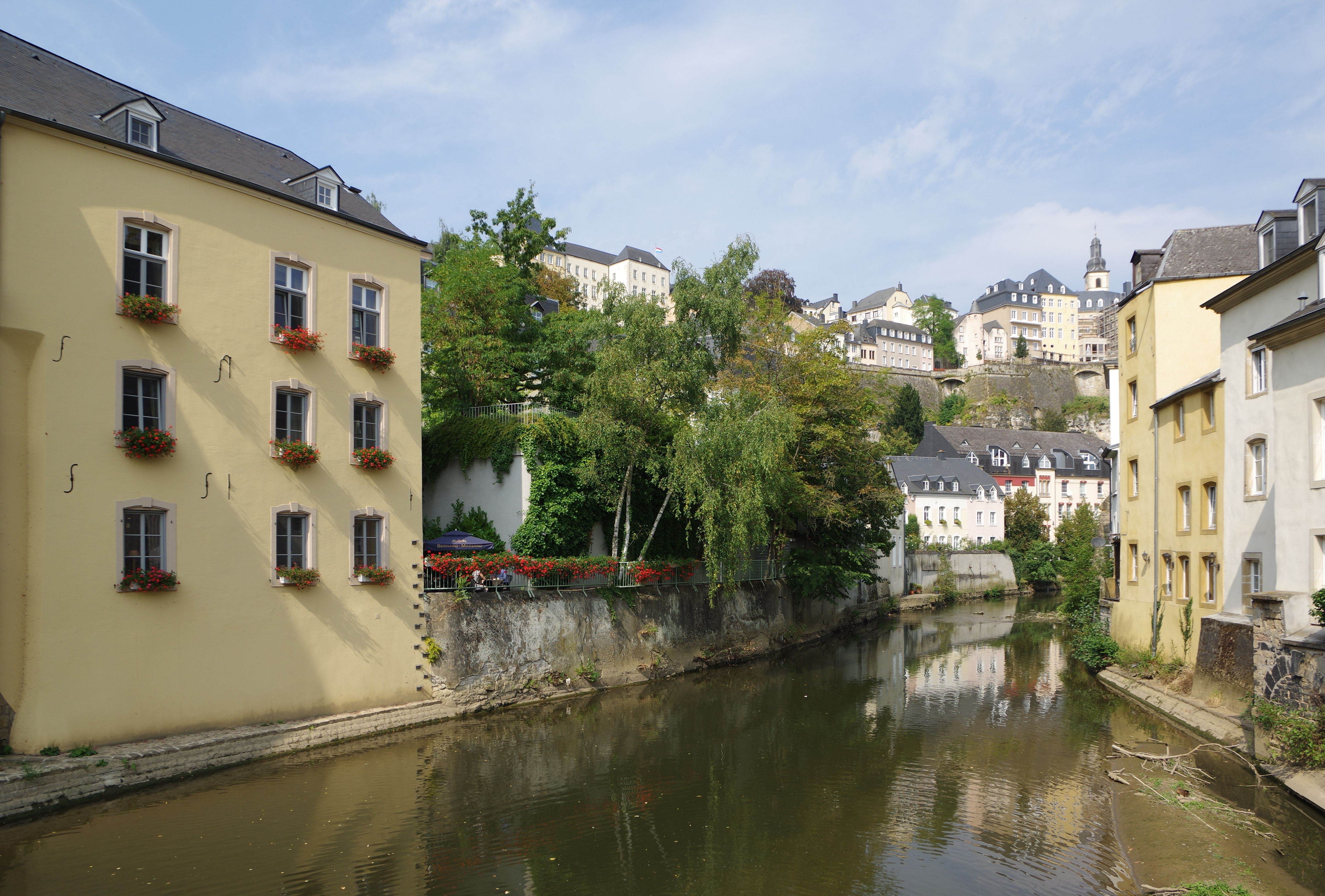
Floden Alzette.
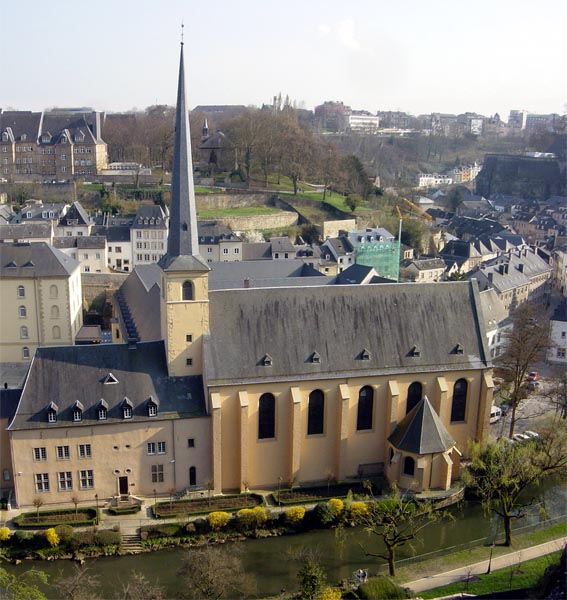
Sankt Jeankyrkan och Meumüllerklostret.
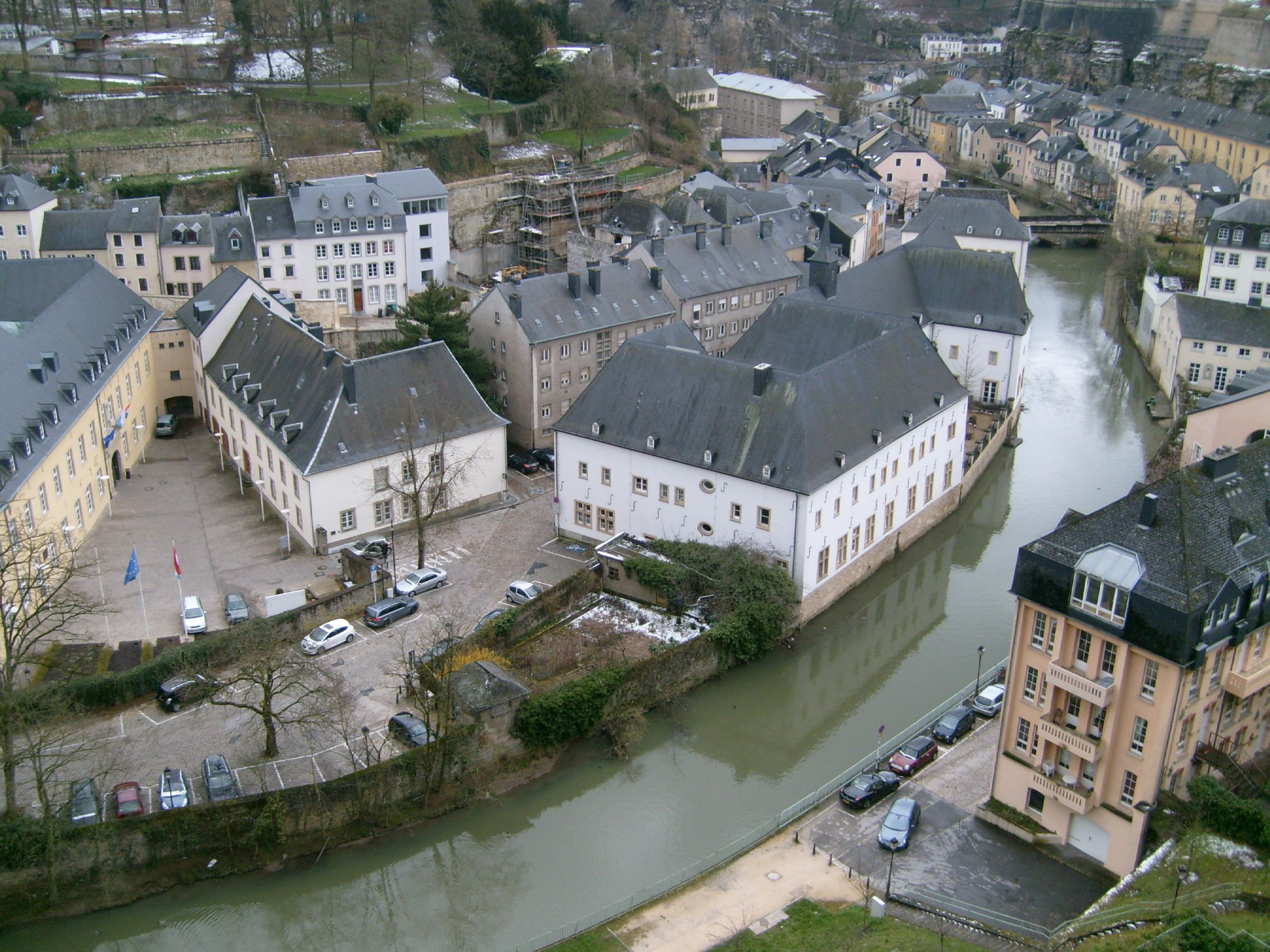
Naturhistoriska riksmuseet.
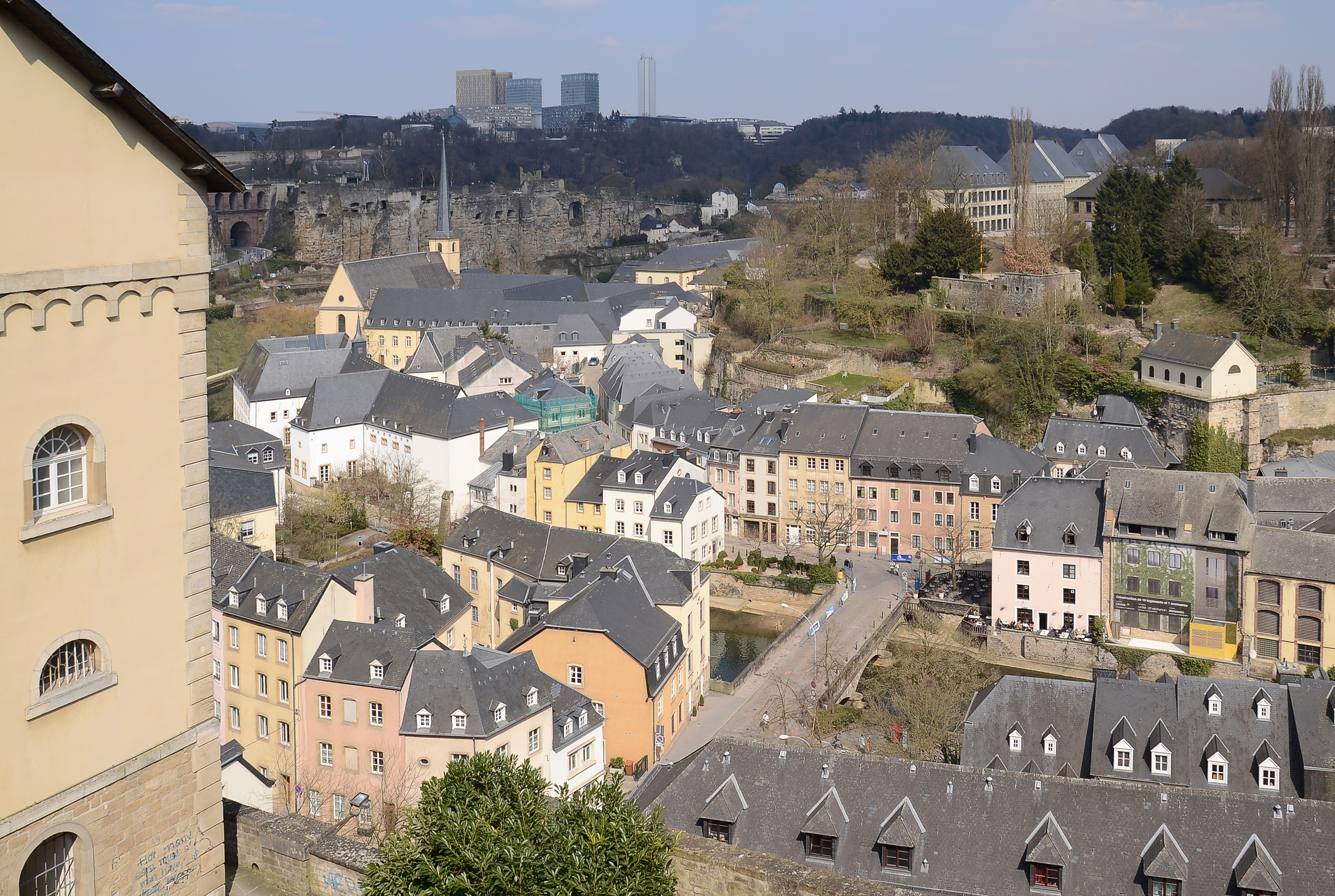
Grund sett från Uewerstad med Kirchberg i bagrunden.
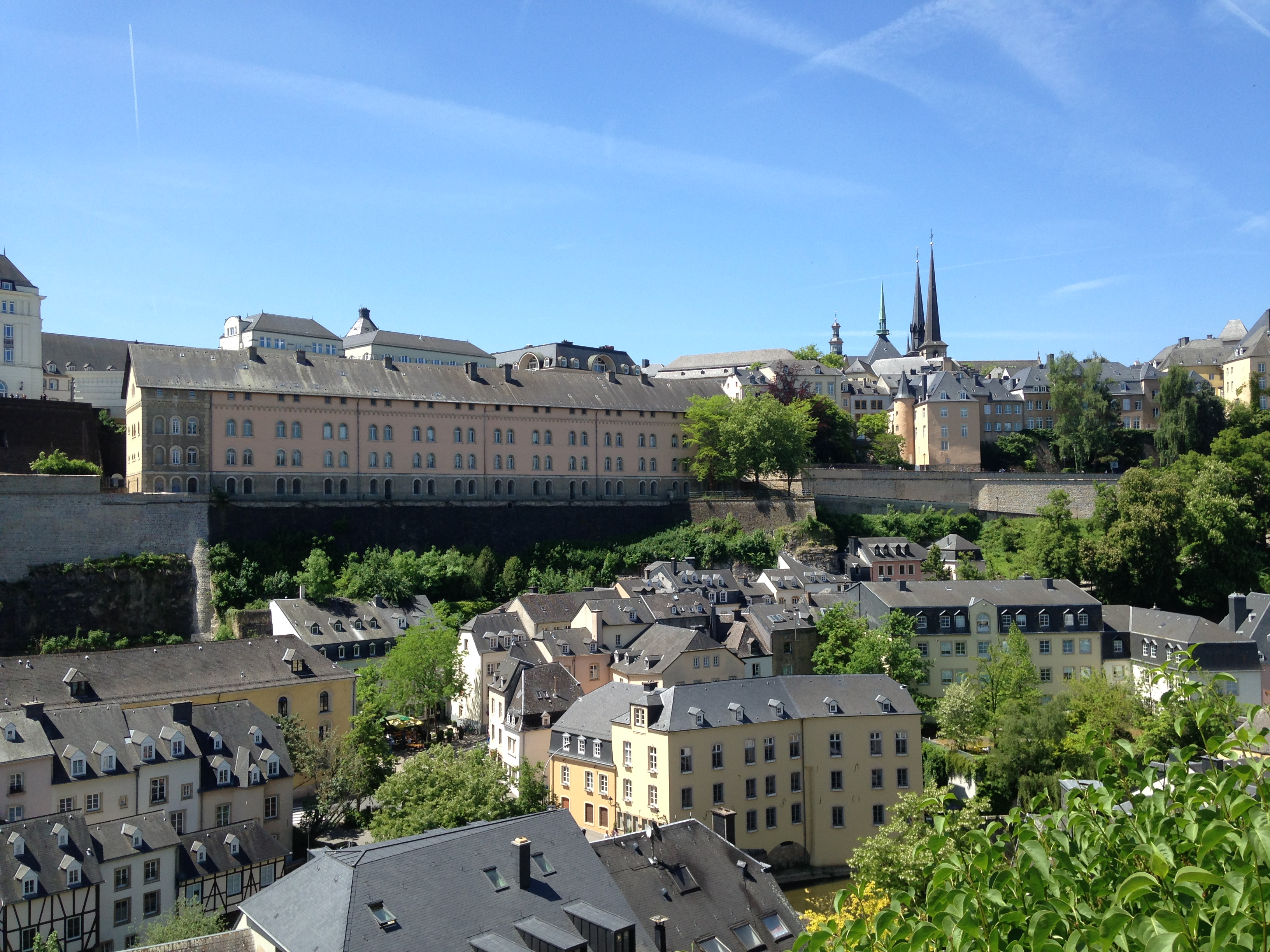
Grund mot bakgrund av Uewerstad, med Luxembourgs nationalarkiv.
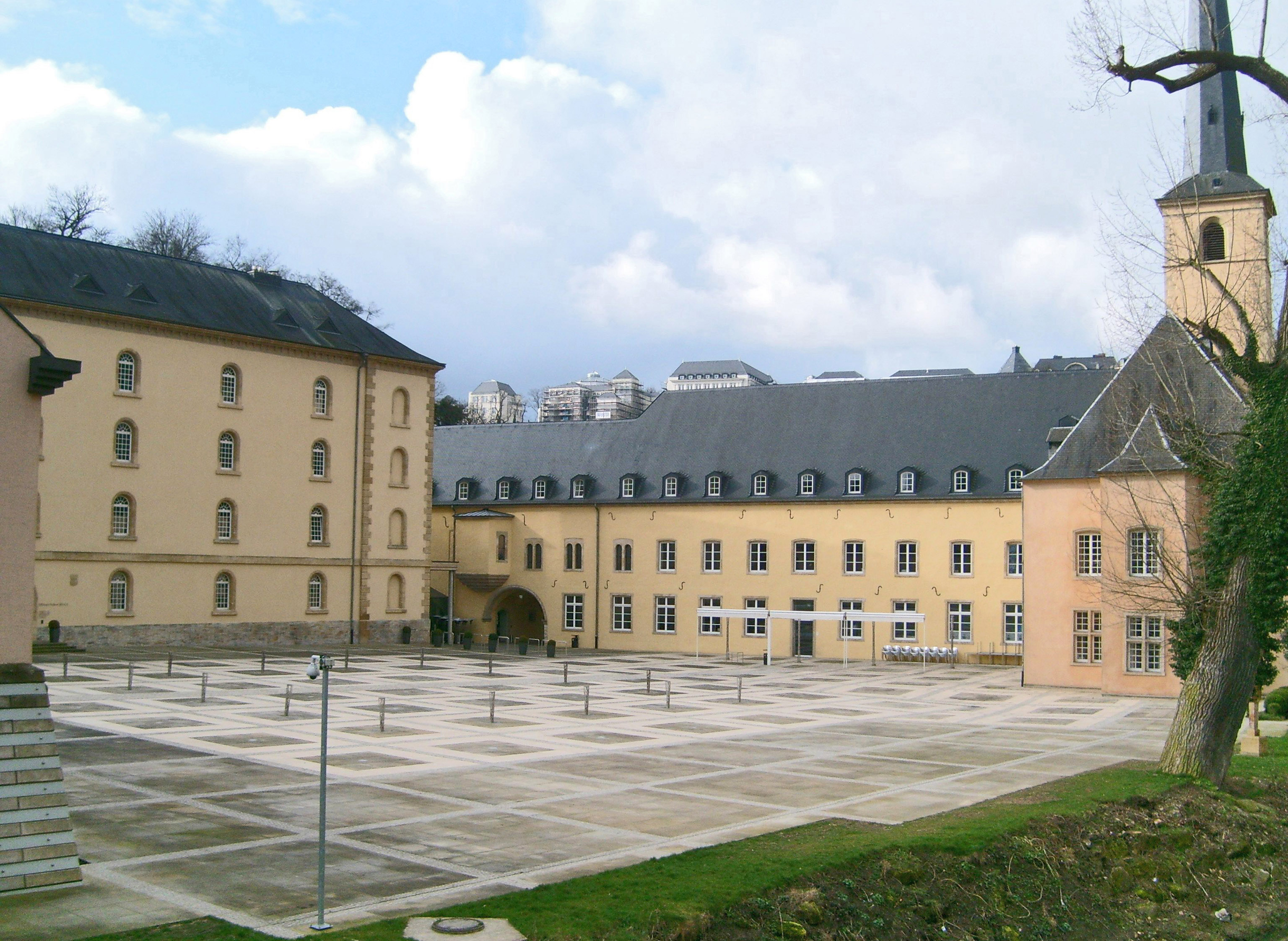
Kulturcentret i Neumünsterklostret.
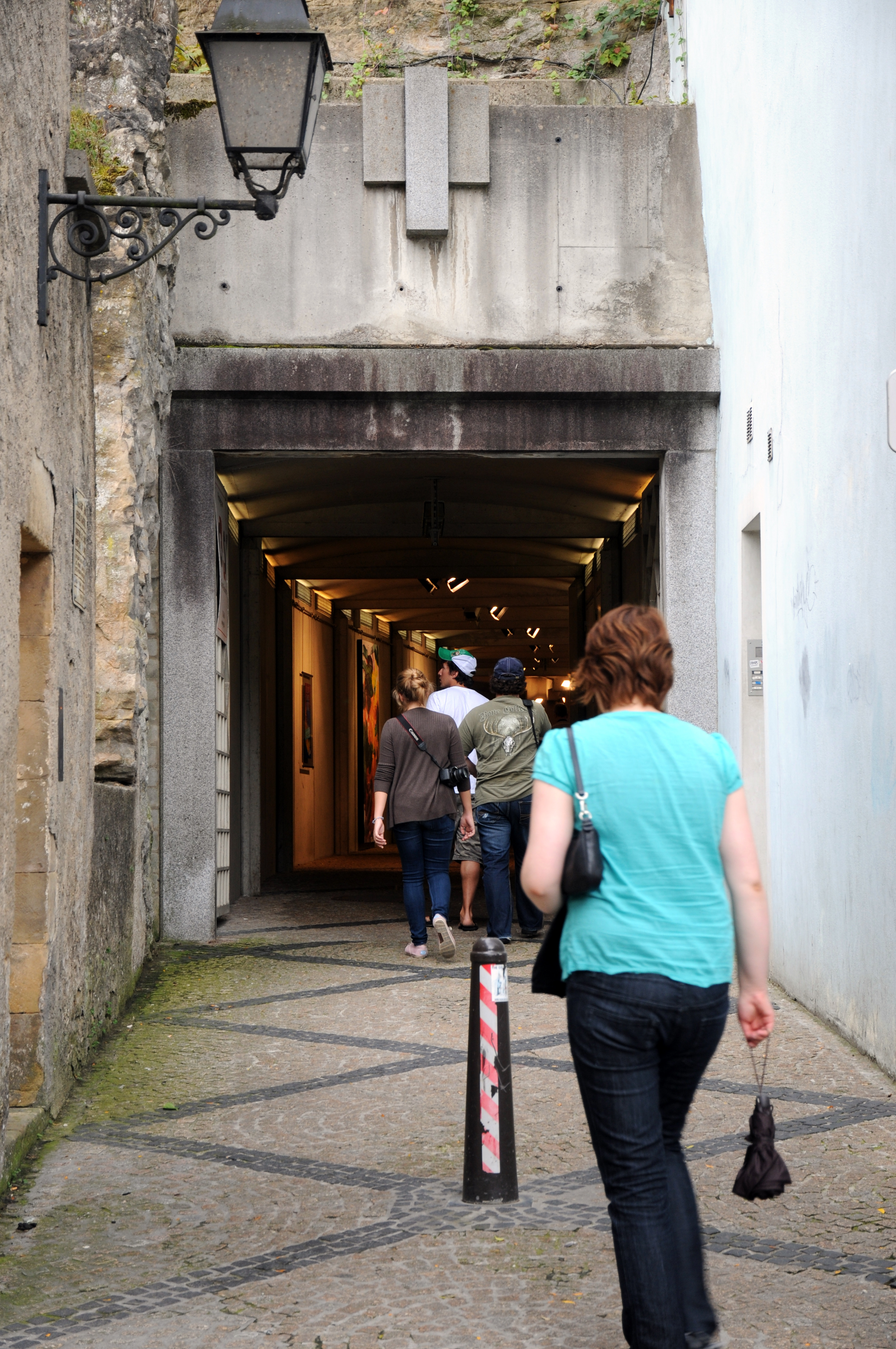
Hissen mellan Grund och Plateau du Saint-Esprit vid rue Saint-Ulric i Uewerstad.